# Csillag László (labdarúgó)
Csillag László (Csanakfalu, 1896. február 8. – 1971. október 29.) román válogatott magyar labdarúgó, fedezet, edző.

## Pályafutása

### Klubcsapatban
A TTC csapatában kezdte a labdarúgást. 1919 és 1927 között a Nagyváradi AC labdarúgója volt.

### A román válogatottban
1924-ben egy alkalommal szerepelt a román válogatottban.

### Edzőként
1930 és 1932 között a Crișana Oradea, 1933-ban a Juventus București, 1934-ben a Gloria CFR Arad, majd a Nagyváradi AC edzőjeként dolgozott. 1938-ban a Juventus București csapatánál segédedző volt. 1939–40-ben a bukaresti Sportul Studențesc, 1958 és 1960 között a CS Oradeára átnevezett Nagyváradi AC szakmai munkáját irányította.

## Sikerei, díjai

### Játékosként
Nagyváradi AC
- Román regionális bajnokság
  - bajnok: 1923–24, 1924–25

### Edzőként
Crișana Oradea
- Román regionális bajnokság
  - bajnok: 1930–31, 1931–32

## Statisztika

### Mérkőzése a román válogatottban
| Románia | Románia             | Románia  | Románia       | Románia  | Románia  | Románia    | Románia | Románia |
| #       | Dátum               | Helyszín | Hazai         | Eredmény | Vendég   | Kiírás     | Gólok   | Esemény |
| ------- | ------------------- | -------- | ------------- | -------- | -------- | ---------- | ------- | ------- |
| 1.      | 1924. augusztus 31. | Prága    | Csehszlovákia | 4 – 1    | Románia  | barátságos | -       | 46'     |
|         | Összesen            |          |               | 1        | mérkőzés |            | 0       | gól     |